# 季馬爾卡
51°6′18″N 29°46′15″E / 51.10500°N 29.77083°E
迪馬爾卡（烏克蘭語：Димарка）是位於烏克蘭北部的村莊，由基辅州维什霍罗德区的伊萬基夫市鎮負責管轄。該村始建於1600年，面積1.6平方公里，海拔高度126米，2001年人口73，人口密度每平方公里45.6人。